# 700 (số)
700 (bảy trăm) là một số tự nhiên ngay sau 699 và ngay trước 701.